# Xion Dukes Klosterneuburg
O Xion Dukes Klosterneuburg, também conhecido como BK Karbon-X Dukes por motivos de patrocinadores, é um clube de basquetebol da Áustria, fundado em 1952, em Klosterneuburg, Áustria. É um dos clubes mais vitoriosos do basquetebol austríaco.

## Títulos
- Österreichische Bundesliga: 10

1978, 1983, 1984, 1985, 1986, 1987, 1988, 1989, 1990, 2012
- Copa Austríaca de Basquetebol: 1

2013
- Supercopa da Áustria de Basquetebol: 2

2012, 2013